# Phomopsis ramealis
Phomopsis ramealis är en svampart som först beskrevs av Jean Baptiste Desmazières, och fick sitt nu gällande namn av Died. 1911. Phomopsis ramealis ingår i släktet Phomopsis och familjen Diaporthaceae.   Inga underarter finns listade i Catalogue of Life.